# 牛明智
牛明智（1917年—1981年），男，山西芮城人，中华人民共和国军事人物，中国人民解放军少将，曾任中国人民解放军装甲兵副政治委员。